# Mtscheta (distrikt)
Mtscheta (georgiska: მცხეთის მუნიციპალიტეტი, Mtschetis munitsipaliteti) är ett distrikt i Georgien. Det ligger i regionen Mtscheta-Mtianeti, i den östra delen av landet.